# フサタヌキモ
フサタヌキモ(Utricularia dimorphantha)は、タヌキモ科タヌキモ属の植物。浮葉性の水草で、湖沼やため池に生育する。

## 分布
日本固有種で、本州の東北地方から近畿地方にかけて分布する。現存する生育地は数箇所しかなく、絶滅の危機に瀕している。

## 形態、生態
多年草。茎は30-80cm、葉は線形で長さ2-6cm、まばらに分枝する。他のタヌキモ類に比べて、捕虫嚢はほとんどつけない。
開放花と閉鎖花をつけ、開放花の花期は7-8月、花弁は黄色で3-5個つける。閉鎖花は球形で、花期は6-9月、直径1-2mmで、自家受粉によって種子を形成する。

## 利用
アクアリウムで利用されることがある。タヌキモ類は食虫植物としても人気が高く、希少な本種は高値で取引されているといわれる。